# EGO (serie televisiva)
EGO è un serial televisivo drammatico turco composto da 13 puntate, trasmesso su Fox dal 5 febbraio al 21 maggio 2023. È un adattamento del serial televisivo sudcoreano del 2014 Yuhok (유혹), conosciuto con il titolo internazionale di Temptation.

## Trama
Elif Tekin ed Erhan Yıldırım sono una giovane coppia con il più grande desiderio di sposarsi e formare una famiglia felice. Il loro rapporto viene sconvolto dal tragico inganno di Erhan, che non riesce a saldare i suoi debiti, ma con l'arrivo di Sibel Koraslan il loro destino cambia per sempre.

## Episodi
| Stagione       | Episodi | Prima TV Turchia | Prima TV Italia |
| -------------- | ------- | ---------------- | --------------- |
| Prima stagione | 13      | 2023             | inedita         |

## Personaggi e interpreti

### Personaggi principali
- Erhan Yıldırım, interpretato da Alperen Duymaz.
- Sibel Koraslan, interpretata da Melisa Aslı Pamuk.
- Tuncay Koraslan, interpretato da Ahmet Kayakesen.
- Elif Tekin, interpretata da Rüya Helin Demirbulut.
- Tahir Koraslan, interpretato da Erdal Küçükkömürcü.
- Burhan, interpretato da Tuna Orhan.
- Şükran, interpretata da Hülya Gülşen.
- Begüm Koraslan, interpretata da Derya Beşerler.
- Zafer, interpretato da Aziz Caner İnan.
- Esin, interpretato da Şafak Pekdemir.
- Senem, interpretata da Naz Sayıner.
- Arda, interpretato da Emirhan Dönmez.
- Samet, interpretato da Can Sertaç Adalıer.
- Berkay, interpretato da Toprak Kıvılcım.
- Zeynep, interpretata da Eylül Akdag.
- Mercan, interpretata da Eslem Barutçu.

### Personaggi secondari
- Nihan, interpretata da Mine Cagla Coban.
- Sevinç, interpretato da Sevilay Çiftçi.
- Seval, interpretata da Duygu Kocabiyik.
- Kadin, interpretata da Sule Kan.
- Tansel, interpretato da Ahmet Şeninak.
- Dottoressa, interpretata da Defne Bolukbasioglu.

## Produzione
La serie è diretta da Doğa Can Anafarta e Şenol Sönmez, scritta da Gülsev Karagöz, Zafer Özer Çetinel, Görkem Tüzün, Okan Başar Bahar, Ahmet Orçun Okşar, Erkan Birgören ed Elif Tuna Kıygı e prodotta da Pastel Film. Il 12 e il 19 febbraio 2023, a causa del Terremoto in Turchia e Siria, la serie non è andata in onda.

### Riprese
Le riprese sono state effettuate da dicembre 2022 e sono terminate alcuni mesi dopo tra Adalia e Istanbul.

## Promozione
L'esordio della serie, previsto per il 5 febbraio 2023, è stato annunciato da Fox il 23 gennaio tramite il proprio profilo Twitter. I primi promo della serie sono stati distribuiti a gennaio 2023.